# Eleutherococcus lasiogyne
Eleutherococcus lasiogyne là một loài thực vật có hoa trong Họ Cuồng cuồng. Loài này được (Harms) S.Y.Hu mô tả khoa học đầu tiên năm 1980.